# کوئیتوس (مونتانا)
کوئیتوس (به انگلیسی: Quietus) یک منطقهٔ مسکونی در ایالات متحده آمریکا است که در شهرستان بیگ هورن، مونتانا واقع شده‌است. کوئیتوس N/A نفر جمعیت دارد و ۱٬۲۴۰٫۵۵ متر بالاتر از سطح دریا قرار دارد.